# Тихомир Грозданов
Тихомир Грозданов (нар. 29 квітня 1987) — колишній болгарський тенісист.
Найвищу одиночну позицію світового рейтингу — 394 місце досяг 30 грудня 2013, парну — 545 місце — 17 січня 2011 року.
Завершив кар'єру 2017 року.

## Рейтинг на кінець року
| Рік              | 2005 | 2006 | 2007 | 2008 | 2009 | 2010 | 2011 | 2012 | 2013 | 2014 | 2015 | 2016 | 2017 |
| Одиночний розряд | 1345 | 1152 | 974  | 621  | 641  | 561  | 595  | 755  | 394  | 897  | 1606 | 1287 | 1606 |
| Парний розряд    | 950  | 1257 | 978  | 759  | 1055 | 551  | 948  | 1060 | 873  | 913  | 1018 | -    | -    |

## Фінали челленджерів і ф'ючерсів

### Одиночний розряд: 10 (4–6)
| Легенда (одиночний розряд) |
| -------------------------- |
| Тур ATP Челленджер (0–0)   |
| ITF Ф'ючерс (4–6)          |

| Титули за покриттям |
| ------------------- |
| Тверде (1–0)        |
| Ґрунт (3–6)         |
| Трава (0–0)         |
| Килим (0–0)         |

| Результат | В-П | Дата     | Турнір                    | Рівень  | Покриття | Суперник                | Рахунок            |
| --------- | --- | -------- | ------------------------- | ------- | -------- | ----------------------- | ------------------ |
| Поразка   | 0–1 | Чер 2008 | Болгарія F4, Софія        | Ф'ючерс | Ґрунт    | Яннік Мертенс           | 1–6, 3–6           |
| Перемога  | 1–1 | Вер 2008 | Болгарія F8, Стара Загора | Ф'ючерс | Ґрунт    | Івайло Трайков          | 7–5, 1–0 ret.      |
| Поразка   | 1–2 | Тра 2009 | Болгарія F1, Санданський  | Ф'ючерс | Ґрунт    | Івайло Трайков          | 6–2, 4–6, 3–6      |
| Перемога  | 2–2 | Тра 2010 | Болгарія F3, Пловдив      | Ф'ючерс | Ґрунт    | Хав'єр Марті            | 6–4, 6–3           |
| Поразка   | 2–3 | Тра 2011 | Болгарія F1, Варна        | Ф'ючерс | Ґрунт    | Аксель Мішон            | 7–6(7–5), 3–6, 1–6 |
| Поразка   | 2–4 | Вер 2012 | Сербія F13, Ниш           | Ф'ючерс | Ґрунт    | Милян Зекич             | 7–5, 1–6, 1–6      |
| Поразка   | 2–5 | Бер 2013 | Хорватія F4, Пореч        | Ф'ючерс | Ґрунт    | Ярослав Поспішил        | 2–6, 1–6           |
| Перемога  | 3–5 | Чер 2013 | Болгарія F4, Бургас       | Ф'ючерс | Ґрунт    | Матіас Бург             | 6–4, 3–6, 6–2      |
| Перемога  | 4–5 | Гру 2013 | Катар F4, Доха            | Ф'ючерс | Тверде   | Майкл Шабаз             | 7–6(10–8), 6–3     |
| Поразка   | 4–6 | Лип 2014 | Болгарія F4, Пловдив      | Ф'ючерс | Ґрунт    | Гільєрмо Рівера-Арангіс | 7–5, 3–6, 1–6      |

### Парний розряд: 18 (10–8)
| Легенда (парний розряд)  |
| ------------------------ |
| Тур ATP Челленджер (0–0) |
| ITF Ф'ючерс (10–8)       |

| Титули за покриттям |
| ------------------- |
| Тверде (0–2)        |
| Ґрунт (10–6)        |
| Трава (0–0)         |
| Килим (0–0)         |

| Результат | В-П  | Дата     | Турнір                 | Рівень  | Покриття   | Партнер          | Суперники                              | Рахунок               |
| --------- | ---- | -------- | ---------------------- | ------- | ---------- | ---------------- | -------------------------------------- | --------------------- |
| Поразка   | 0–1  | Вер 2006 | Болгарія F3, Софія     | Ф'ючерс | Ґрунт      | Тодор Енев       | Йордан Канев Ілія Кушев                | 6–7(4–7), 4–6         |
| Поразка   | 0–2  | Сер 2007 | Болгарія F5, Варна     | Ф'ючерс | Ґрунт      | Валентин Димов   | Богдан Леонте Петер Торебко            | 6–7(4–7), 4–6         |
| Поразка   | 0–3  | Жов 2007 | Туніс F5, Монастір     | Ф'ючерс | Тверде     | Симеон Іванов    | Жонатан Ейссерік Джером Інзерільйо     | 4–6, 1–6              |
| Перемога  | 1–3  | Чер 2008 | Болгарія F4, Софія     | Ф'ючерс | Ґрунт      | Симеон Іванов    | Тодор Енев Ілія Кушев                  | 6–3, 4–6, [10–4]      |
| Перемога  | 2–3  | Чер 2008 | Румунія F8, Бухарест   | Ф'ючерс | Ґрунт      | Тодор Енев       | Александру-Даньєл Карпен Костін Павел  | 6–1, 6–2              |
| Перемога  | 3–3  | Сер 2008 | Болгарія F5, Добрич    | Ф'ючерс | Ґрунт      | Симеон Іванов    | Тодор Енев Валентин Димов              | 2–6, 7–5, [10–6]      |
| Перемога  | 4–3  | Лис 2009 | Туреччина F12, Анталія | Ф'ючерс | Ґрунт      | Динко Халачев    | Вернер Ешауер Александер Флок          | 4–6, 6–2, [10–7]      |
| Перемога  | 5–3  | Бер 2010 | Туреччина F3, Анталія  | Ф'ючерс | Ґрунт      | Івайло Трайков   | Колін Ебелтіт Джаррид Маер             | 3–6, 6–4, [10–3]      |
| Поразка   | 5–4  | Тра 2010 | Болгарія F2, Варна     | Ф'ючерс | Ґрунт      | Івайло Трайков   | Александру-Даньєл Карпен Адр'ян Кручат | 4–6, 4–6              |
| Перемога  | 6–4  | Тра 2010 | Болгарія F3, Пловдив   | Ф'ючерс | Ґрунт      | Івайло Трайков   | Іван Аніканов Роман Тудоряну           | 6–4, 6–3              |
| Перемога  | 7–4  | Лис 2010 | Туреччина F14, Анталія | Ф'ючерс | Ґрунт      | Александер Лазов | Марко Діркс Барт Ґовартс               | 6–4, 4–6, [11–9]      |
| Поразка   | 7–5  | Лис 2010 | Туреччина F15, Анталія | Ф'ючерс | Ґрунт      | Александер Лазов | Іван Б'єлиця Патрік Брюдольф           | 7–6(7–1), 4–6, [8–10] |
| Поразка   | 7–6  | Бер 2011 | Туреччина F9, Анталія  | Ф'ючерс | Ґрунт      | Іван Б'єлиця     | Тоні Андроїч Діно Маркан               | 6–3, 2–6, [7–10]      |
| Перемога  | 8–6  | Бер 2012 | Туреччина F10, Анталія | Ф'ючерс | Ґрунт      | Дімітар Кузманов | Іван Б'єлиця Арсеніє Златанович        | 6–3, 6–3              |
| Поразка   | 8–7  | Гру 2012 | Туреччина F50, Стамбул | Ф'ючерс | Тверде (i) | Динко Халачев    | Олександр Красноруцький Антон Манегін  | 6–7(2–7), 3–6         |
| Поразка   | 8–8  | Бер 2014 | Хорватія F4, Пореч     | Ф'ючерс | Ґрунт      | Дує Кекеж        | Герард Гранольєрс Оріоль Рока Баталья  | 4–6, 1–6              |
| Перемога  | 9–8  | Чер 2014 | Болгарія F1, Бургас    | Ф'ючерс | Ґрунт      | Пламен Милушев   | Ріккардо Бонадіо Давіде Мелькіорре     | 6–2, 6–1              |
| Перемога  | 10–8 | Чер 2015 | Болгарія F2, Бургас    | Ф'ючерс | Ґрунт      | Александер Лазов | Габрієл Донев Елефтеріос Теодору       | 7–5, 4–6, [10–7]      |

## Кубок Девіса
2008 року Тихомир Грозданов дебютував за збірну Болгарії в Кубку Девіса. В одиночному розряді він виграв 4 і програв 2 матчі, в парному - виграв 9 і програв 1 (загалом 13–3).

### Одиночний розряд (4–2)
| Розіграш                         | Раунд | Дата           | Покриття   | Суперник         | W/L | Результат               |
| -------------------------------- | ----- | -------------- | ---------- | ---------------- | --- | ----------------------- |
| Група II зони Європа/Африка 2009 | R1    | 8 березня 2009 | Килим (I)  | Адам Кельнер     | L   | 6–4, 2–6, 6–7(3–7)      |
| Група II зони Європа/Африка 2009 | ЧФ    | 10 липня 2009  | Ґрунт      | Андіс Юшка       | L   | 7–6(7–5), 2–6, 3–6, 4–6 |
| Група II зони Європа/Африка 2009 | ЧФ    | 12 липня 2009  | Ґрунт      | Адріанс Жгунс    | W   | 6–4, 6–3                |
| Група II зони Європа/Африка 2013 | RPO   | 5 квітня 2013  | Ґрунт      | Володимир Іванов | W   | 6–4, 6–1, 6–3           |
| Група II зони Європа/Африка 2014 | R1    | 2 лютого 2014  | Тверде (I) | Геркко Пеллянен  | W   | 6–7(3–7), 6–2, 6–3      |
| Група II зони Європа/Африка 2015 | ЧФ    | 19 липня 2015  | Ґрунт      | Алекс Кнафф      | W   | 6–3, 5–7, 6–4           |

### Парний розряд (7–1)
| Розіграш                          | Раунд | Дата            | Партнер             | Покриття   | Суперники                        | W/L | Результат                         |
| --------------------------------- | ----- | --------------- | ------------------- | ---------- | -------------------------------- | --- | --------------------------------- |
| Група II зони Європа/Африка 2008I | RR    | 8 квітня 2008   | Симеон Іванов       | Ґрунт      | Даніель Данилович Неманья Контич | W   | 7–6(7–2), 6–4                     |
| Група II зони Європа/Африка 2008I | RR    | 9 квітня 2008   | Симеон Іванов       | Ґрунт      | Шарль Ірі Клод Н'Горан           | W   | 4–6, 6–2, 6–0                     |
| Група II зони Європа/Африка 2008I | RR    | 11 квітня 2008  | Симеон Іванов       | Ґрунт      | Халук Аккоюн Ерґюн Зорлу         | W   | 6–3, 7–6(7–5)                     |
| Група II зони Європа/Африка 2008I | RR    | 12 квітня 2008  | Симеон Іванов       | Ґрунт      | Марк Фінн Мланделі Ндлела        | W   | 6–4, 6–1                          |
| Група II зони Європа/Африка 2013  | RPO   | 6 квітня 2013   | Александер Лазов    | Ґрунт      | Володимир Іванов Мікк Ірдоя      | W   | 4–6, 6–7(4–7), 7–6(7–2), 6–4, 6–3 |
| Група II зони Європа/Африка 2014  | R1    | 1 лютого 2014   | Димитар Кутровський | Тверде (I) | Яркко Ніємінен Генрі Контінен    | L   | 3–6, 2–6, 6–3, 2–6                |
| Група II зони Європа/Африка 2015  | R1    | 7 березня 2015  | Ілія Кушев          | Тверде (I) | Мартіньш Поджус Яніс Поджус      | W   | 3–6, 2–6, 6–4, 7–5, 6–1           |
| Група II зони Європа/Африка 2015  | PPO   | 19 вересня 2015 | Александер Лазов    | Ґрунт      | Мартон Фучович Левенте Гьодрі    | W   | 2–6, 7–6(7–3), 6–4, 4–6, 6–1      |

- RR = Коловий турнір
- RPO = Плей-оф на вибування
- PPO = Плей-оф на вихід далі